# Lèmur de cap gris
El lèmur de cap gris (Eulemur cinereiceps) és una espècie de primat estrepsirrí de la família dels lemúrids. És una espècie catemeral (activa tant de dia com de nit) endèmica del sud-est de Madagascar, entre els rius Manampatrana i Mananara.
Se'l classificà com a subespècie de lèmur bru fins a la separació d'aquesta espècie l'any 2001. Tanmateix, estudis més recents recolzarien la seva condició de subespècie.